# Thul (Pakistan)
Pour les articles homonymes, voir Thul.
Thul (en ourdou : ٺل شهر) est une ville pakistanaise située dans le district de Jacobabad, dans le nord de la province du Sind. C'est la deuxième plus grande ville du district. Elle est située à près de trente kilomètres à l'ouest de Shikarpur.
La population de la ville a été multipliée par près de neuf entre 1972 et 2017, passant de 7 918 habitants à 70 158. Entre 1998 et 2017, la croissance annuelle moyenne s'affiche à 4,7 %, nettement supérieure la moyenne nationale de 2,4 %. Selon le recensement de 2023, la population de la ville monte à 88 554 habitants.
|            | 1972 (rec.) | 1981 (rec.) | 1998 (rec.) | 2017 (rec.) | 2023 (rec.) |
| ---------- | ----------- | ----------- | ----------- | ----------- | ----------- |
| Population | 7 918       | 12 726      | 29 125      | 70 158      | 88 554      |